# Rhizomarasmius
Rhizomarasmiuslà một chi nấm trong họ Physalacriaceae. Chi này có 2 loài R. pyrrhocephalus và R. undatus.